# Топонимия автономного сообщества Валенсия
Топонимия автономного сообщества Валенсия (исп. Toponimia de la Comunidad Valenciana) — совокупность географических названий, включающая наименования природных и культурных объектов на территории испанского автономного сообщества Валенсия.

## История формирования и состав

### Методология исследования
Его изучение является сложным, учитывая, что в географических названиях, поскольку их значение часто игнорируется, только путь фонетики может привести к происхождению географического названия. Следовательно, следует иметь в виду, что эволюция слов при условии соблюдения определённых фонетических законов и характеристик каждого языка, которые, однако, иногда сталкиваются с воздействием различных факторов (культизм, кресты, субстрат, популярная этимология и т. д.), что делает необходимым максимально реконструировать история топонима, собирающая как можно больше его орфографических вариантов в средневековых документах, не забывая, что книжники часто деформировали их произвольной латинизацией, систематической катализацией или кастилизацией, если не популярной этимологией. Топонимию можно изучать как аналитически (конкретное исследование каждого места, названного в честь определённого происхождения), так и синтетическую или индуктивную, то есть, пытаясь вывести представления об исторической эволюции региона через изучение названий мест в указанном регионе.
Исторически в топонимии Испании, как и всего Пиренейского полуострова, выделяются следующие большие группы:
- иберийский пласт
- древнекельтский пласт
- финикийский пласт
- римский, или латино-романский пласт
- германский (вестготские и латгальские топонимы) пласт
- арабский пласт
- собственно испанский пласт — современные топонимы[2].

### Современная топонимия
Значительная часть топонимов Валенсии, дошедших до наших дней, включена уже в Книгу Деяний апостолов и Земельный  регистр Валенсии короля Хайме I (XIII век). Тем не менее, существуют другие топонимы, которые были разработаны позже, некоторые даже в недавние даты, и, следовательно, возникли на арагонском, каталонском или испанском языках. Значительное количество этих географических названий происходит от имен святых, таких как Сан Фульхенсио или Колония де Санта Эулалия. С 18-го века некоторые из них основаны на существующем населении, например, в Новой Табарке, на одноимённом тунисском острове, с которого пришли поселенцы .
Также в этот период, как и на предыдущих этапах, встречались названия мест, полученные из имён собственных, такие как Los Montesinos, Torre de Embesora, Sierra Engarcerán или Emperador. Аналогично, старое использование термина место с текущим значением прихода в прошлом сохранилось. топонимы, такие как «Новое место короны», «Новое место Сан-Херонимо» и «Новое место Фенолле», которые, кроме того, начинаются с отчества.

### на русском языке
- Жучкевич В.А. Общая топонимика. Издание 2-е, исправленное и  дополненное. — Минск: Вышэйная школа, 1968. — С. 432.
- Меняйлова Д.Б. Испанские ойконимы в  исторической перспективе.
- Меняйлова Д.Б. Испанские топонимы сквозь призму ономасиологии и семасиологии // Вестник Воронежского государственного технического университета. — 2013.
- Сударь Г.С. Испанская топонимия. — М.: РосНОУ, 2007. — 250 с. — ISBN 978-5-89789-028-6.
- Словарь географических названий зарубежных стран / А. М. Комков. — М.: Недра, 1986. — 459 с.

### на испанском языке
- Gran Enciclopedia Temática de la Comunidad Valenciana. Ciencias. — Editorial Prensa Valenciana, 2009. — Т. Geografia.